# Temsi
Temsi (Technische Elektrische Metalen Speelgoed Industrie) is een bedrijf in Hengelo, Overijssel. Het werd in 1946 opgericht door de Hengelose stempelmaker en ondernemer Jan Blom. 
Het grootste succes had Temsi in de periode 1950 - 1965. 
Temsi maakte het voor die tijd dure Meccano na en bracht het onder de merknaam Temsi op de markt. Dat kon, doordat Meccano zijn constructiespeelgoed niet goed met octrooien had afgedekt. Het succes van Temsi was vooral het gevolg van het aanhouden van de Britse halfduims maatvoering die ook door Meccano werd gebruikt. Verder was Meccano niet leverbaar in Nederland aan het eind van de jaren veertig. Het constructiespeelgoed werd tot eind jaren negentig geproduceerd. 
Het assortiment van Temsi was wel aanzienlijk kleiner dan dat van Meccano, maar door de nagenoeg gelijke kleuren en afmetingen waren de onderdelen van Temsi goed samen met Meccano te gebruiken. De enige beperking was dat de stelschroeven, koppelbouten en moeren de metrische schroefdraad M4 hadden en daardoor niet compatibel waren met de Engelse schroefdraad nr. 10, met een grotere spoed dan M4. Ook waren de Temsi-moertjes zeskantig, tegenover de karakteristieke vierkante moertjes van Meccano.
Na 1965 ondervond Temsi steeds meer concurrentie van andere typen technisch speelgoed zoals Lego en Fischertechnik. Ook de kleiner wordende gezinnen en de opkomst van de televisie speelden een rol. 
In 1985 ontstond er veel negatieve publiciteit rond Temsi in verband met het gebruik van lood- en cadmium-houdende verf. Het gevolg was dat het bedrijf eind 1986 failliet werd verklaard. Ondanks een doorstart, via de fa. Assink en Schipholt in Hengelo, is het bedrijf nooit meer winstgevend geworden en in 1997 is de gehele bedrijfsvoorraad en het machinepark verkocht aan het Duitse bedrijf Metallus. Deze firma leverde tot Mei 2024 nog steeds op Temsi en Märklin Metall gelijkend constructiespeelgoed. Na het overlijden van de eigenaar Gerhard Rekers hebben de erfgenamen nog enige tijd de productie voortgezet. Echter na verloop van tijd is besloten om geen nieuwe productie van onderdelen meer op te starten en is met overgegaan op uitverkoop van de bestaande voorraad. Dit heeft in mei 2024 geleid tot een algehele verkoop van de laatste onderdelen.

## Referentie
- Temsi - Een klein bedrijf met een grote naam. Stichting Oald Hengel, Hengelo (2007). ISBN 978-90-73850-14-9.